# Memoriał Bronisława Idzikowskiego 1968
Memoriał im. Bronisława Idzikowskiego i Marka Czernego 1968 – 2. edycja turnieju w celu uczczenia pamięci polskiego żużlowca Bronisława Idzikowskiego, który odbył się dnia 12 października 1968 roku. Turniej wygrał Edward Jancarz.

## Wyniki
- Częstochowa, 12 października 1968
- NCD:
- Sędzia:

| Msc. | Zawodnik            | Klub         | Pkt |             |  |
| ---- | ------------------- | ------------ | --- | ----------- |  |
| 1    | Edward Jancarz      | Gorzów Wlkp. | 15  | (3,3,3,3,3) |  |
| 2    | Andrzej Wyglenda    | Rybnik       | 11  |             |  |
| 3    | Bernard Kacperak    | Częstochowa  | 11  |             |  |
| 4    | Andrzej Pogorzelski | Gorzów Wlkp. | 10  |             |  |
| 5    | Lucjan Krupiński    | Częstochowa  | 10  |             |  |
| 6    | Stanisław Rurarz    | Częstochowa  | 10  |             |  |
| 7    | Jerzy Łotocki       | Częstochowa  | 8   |             |  |
| 8    | Henryk Żyto         | Gdańsk       | 7   |             |  |
| 9    | Edmund Migoś        | Gorzów Wlkp. | 7   |             |  |
| 10   | Jan Tkocz           | Gdańsk       | 6   |             |  |
| 11   | Marek Cieślak       | Częstochowa  | 6   |             |  |
| 12   | Joachim Maj         | Rybnik       | 5   |             |  |
| 13   | Zygmunt Malinowski  | Częstochowa  | 5   |             |  |
| 14   | Stanisław Tkocz     | Rybnik       | 4   |             |  |
| 15   | Jerzy Padewski      | Gorzów Wlkp. | 3   |             |  |
| 16   | Zygmunt Gołębiowski | Częstochowa  | 1   |             |  |
|      | rez. Lech Zapart    | Częstochowa  | 1   |             |  |